# 造
造（みやつこ）とは、日本古代の姓。

## 概要
「造」を姓とする氏族は多く、その出自は一定ではないが、中央の氏族グループの首長であった伴造（とものみやつこ）などの中央貴族であり、天皇や朝廷に属する職業部の伴造（衣縫部・矢作部・馬飼部・鳥取造など）や、名代・子代の伴造（矢田部造・稚桜部造・形部造・檜前舎人造など）に多い。氏名に「部民名」や「職名」を冠するのは、それぞれの部の伴造（とものみやつこ）であったことによる。古くは、国造や職業的部民の統率者である伴造がみずから称したものと言われている。「連」姓の氏族よりも地位は低く、賜姓の時期は連よりやや遅く、6世紀ごろであった。「造」姓をもつ氏族は 190余りを数え、天神、帰化人の後裔と称するものが多い。
『日本書紀』巻第二十九によると、天武天皇12年9月（683年）に「造」姓の有力氏族（水取造（もひとりのみやつこ）、矢田部造、藤原部造、刑部造、福草部造（ささくさべのみやつこ）、殿服部造（とのはとりのみやつこ）、錦織造（にしこりのみやつこ）、縵造（かずらのみやつこ）、鳥取造（ととりのみやつこ）、忍海造（おしぬみのみやつこ）など）に「連」姓が賜与された。翌年の八色の姓の制定により、「忍壁連（刑部連）」が3番目の宿禰を、秦造（はだのむらじ）が4番目の忌寸を賜姓されたが、その後も「造」姓の氏族も存続した。